# Tachina diversa
Tachina diversa là một loài ruồi trong họ Tachinidae.